# Sinosuthora brunnea
A Sinosuthora brunnea a verébalakúak (Passeriformes) rendjébe, ezen belül az óvilági poszátafélék (Sylviidae) családjába tartozó, 12-13 centiméter hosszú madárfaj. Délközép-Kína és észak-Mianmar bokros, füves hegyvidéki területein, erdőszélein él. Magokat fogyaszt. Áprilistól júniusig költ.

## Alfajai
- S. b. brunneus (J. Anderson, 1871) – észak-Mianmar, dél-Kína (Jünnan nyugati, északnyugati része);
- S. b. styani (Rippon, 1903) – dél-Kína (Jünnan északnyugati része);
- S. b. ricketti (Rothschild, 1922) – dél-Kína (Szecsuan délkeleti része).

## Fordítás
- Ez a szócikk részben vagy egészben  a   https://en.wikipedia.org/wiki/Brown-winged_parrotbill című angol Wikipédia-szócikk fordításán alapul.  Az eredeti cikk szerkesztőit annak laptörténete sorolja fel. Ez a jelzés csupán a megfogalmazás eredetét és a szerzői jogokat jelzi, nem szolgál a cikkben szereplő információk forrásmegjelöléseként.